# Adolf Cabané i Pibernat
Adolf Cabané i Pibernat (Sabadell, 4 de gener del 1911 - Barcelona, 1 de setembre del 1993) va ser un pianista, professor, director d'orquestra i compositor català que compongué l'himne del Centre d'Esports Sabadell (1977 - actualitat) i el del Futbol Club Barcelona (oficial en el període 1957-1974).

## Biografia
Fill d'un músic sabadellenc distingit, Cebrià Cabané i Bril, estudià al Conservatori del Liceu de Barcelona amb mestres com Benvingut Socias, Joaquim Zamacois o Joan Lamote de Grignon, i n'obtingué el títol de professor de música el 1932. Complementà la seva formació estudiant orgue amb Josep Muset.
Durant la República va ser professor de música a l'Institut-Escola Manuel Bartolomé Cossío. El mes de novembre de 1933 es casà amb Maria Consol Rabasa Miralles. Molt vinculat a l'Escola de Música de Sabadell (n'era professor el 1939 i en va ser director a partir del 1950 i fins al 1981), també fou professor del Conservatori de Música de Barcelona (ho era el 1966). Tingué com a alumne el futur compositor Josep Maria Damunt.
Va ser subdirector de l'Orfeó Català (del 1967 al 1973) i portà corals sabadellenques, com l'Orfeó de Sabadell entre el 1948 i el 1975 i l'Orfeó La Faràndula, entre d'altres. Igualment, dirigí l'Agrupación Musical de Música de Sabadell, successora de la Banda Municipal que havia dirigit el seu pare Cebrià Cabané i, després de Josep Masllovet i Sanmiquel, fou el músic que més temps en portà la batuta: 26 anys (1955-1981). Finalment, Adolf Cabané cofundà les Joventuts Musicals de Sabadell.
Compongué sardanes i un gran nombre de peces vocals, entre les quals música per a l'escena i més de cinquanta cançons. Segurament per la vinculació familiar al club, seva va ser la composició el 1977 de l'himne del Centre d'Esports Sabadell, amb lletra de Lluís Papell. Cabané ja havia compost un Himne a l'estadi del Futbol Club Barcelona que, estrenat el 1957 en ocasió de la inauguració del Camp Nou, va ser l'oficial del club fins al 1974; amb lletra de Josep Badia, el qual va ser el primer que usava la paraula Barça al text.
Redactà un estudi sobre Narcisa Freixas i un altre sobre la vida artística sabadellenca.
El 1955 va ser homenatjat per l'orfeó sabadellenc i, en ocasió de la seva jubilació el 1980, rebé un nou homenatge coral. L'ajuntament de la ciutat vallesana li atorgà la Medalla de Plata de Sabadell el 1978 i el 30 d'abril del 2000 posà el seu nom a una plaça.

## Obres
- Cançons amb lletra de Joan Sallarès: Ganing, ganang, ja som Nadal; Lliris al Montseny, enregistrada[discos 1];[discos 2] Lloança de la música; El rabadà i el rossinyol; Trilogia de l'amor i el mar (1950, per a cor i orquestra)
- A la lluna d'anada i tornada (1951), fantasia en tres actes i quinze quadres amb lletra de Jaume Truyols Prat
- Alegria de Nadal (1973), premiada al concurs de nadales organitzat per S'Agaró i Ràdio Barcelona
- Cantarina al país de Tsen-Tse-Khan (1953), comèdia en tres actes amb lletra de Josep Torrella
- El clavell de pastor (1931), amb lletra de Carles Sindreu
- Les dotze toquen (1961), nadala
- Himne a l'Estadi (1957), amb lletra de Josep Badia i Moret, enregistrat[discos 3]
- Himne del cinema amateur, amb lletra de Josep Badia
- Honor al Sabadell (1977), himne del Centre d'Esports Sabadell amb lletra de Lluís Papell i Comas, enregistrat[discos 4]
- La llevantina, balada, enregistrada[discos 1]
- Nit al Montseny[discos 1]
- Piensa en Jesús, cançó
- La promesa (1960), nadala
- Romeo y Julieta (1933), obra lírica en tres actes amb lletra de P. Griera Plans
- Rura, descripció camperola per a veus mixtes (1957), sobre un poema de Joan Sallarès, per a cor i orquestra
- El somni d'una nit[discos 1]

### Sardanes
- El balneari de Vallfogona (1953), premi Barcino complementari 1953
- Cant de joventut (1930)
- El castell de Savallà (1954), premi "Enric Morera" - Barcino 1953
- Cavall Bernat (1930)
- L'encís de Sant Sebastià de Montmajor (1931), premi "Sant Jordi" del Foment de la Sardana de Barcelona, dedicada a Antoni Vila i Arrufat
- Estiuenca (1950), premi "Josep Serra" - Barcino 1949
- Gentil Montserrat (1948)
- La pastoreta (1928), instrumentada per a quartet de corda amb piano
- Puigverd (1950), premi "Lamote de Grignon" - Barcino, 1949 enregistrada[discos 5] i vídeo a Youtube[nts 4]
- La sardana de la vida, amb lletra de Leandre Roura i Garriga
- La vall de Riucorb (1931)

### Enregistraments
1. 1 2 3 4  Torruella, Montserrat (mezzo-soprano); Peig, Glòria (piano). Cançons.  Sabadell: La Mà de Guido, 2003 (Ars Harmònica). DC que conté les cançons La llevantina, Lliris del Montseny, Nit al Montseny, El somni d'una nit
2. ↑   Antologia de la Música Catalana 1906-1915.  Barcelona: Enciclopèdia Catalana, 2005. DC que conté Lliris del Montseny
3. ↑  Cobla Caravana. Himne del C. F. Barcelona.  Madrid: Sonoplay, 1969. Single amb versió cantada i versio orquestral
4. ↑  Agrupació coral l'Industrial. Honor al Sabadell.  Barcelona: Floc, 1991. Casset
5. ↑   Sabadell Sardanista 1947-1997. 17 sardanes d'autors sabadellencs.  Alternativa, 1997. DC amb la sardana Puigverd